# Kaemtjenent
Kaemtjenent (k3(ỉ)-m-ṯnnt) magas rangú ókori egyiptomi hivatalnok és talán herceg volt az V. dinasztia korának második felében. Lehetséges, hogy Iszeszi fáraó fia volt.

## Pályafutása
Főleg sírjából, a szakkarai G 7411 masztabából ismert, amely a Dzsószer-piramistól északra helyezkedik el. Kaemtjenentet és feleségét, Henutot ábrázolják egy falon a masztaba oszlopos előudvarában. A masztaba díszítésén feljegyzik egy levél szövegét, melyben említik Rasepszesz vezírt; ő más forrásokból is ismert és tudni, hogy Dzsedkaré Iszeszi uralkodása alatt élt, ennek alapján datálható Kaemtjenent az ő uralkodása idejére. Rasepszesz és Kaemtjenent sírja nincs messze egymástól.
Sírjában említik fontos címeit: többek közt „a király minden munkálatainak felügyelője” (ỉmỉ-r k3.t nb.t nt nswt) volt, ami arra utal, a király építkezéseit felügyelte, talán magát a piramiskomplexumot is, emellett viselte „a sereg/hadjárat vezetője” (ỉmỉ-r-mšˁ) és „az isten pecséthordozója a két nagy bárkán, aki eltölti Hórusz félelmével az idegen földeket” (ẖtm.w nṯr m wỉ3.wỉ ˁ3.wỉ dd nrw ḥrw m ḫ3swt) címeket, ami azt mutatja, talán hadjáratokon is részt vett.

## Származása
Kaemtjenent viselte „a király fia” címet is, ami utalhat arra, hogy egy uralkodó fia lehetett. William Stevenson Smith és Edward Brovarski szerint Kaemtjenent szülei Dzsedkaré Iszeszi és IV. Mereszanh lehettek; a királyné sírja közel van Kaemtjenent sírjához. Mások, többek közt Alessandro Roccati, nem nevezik meg, melyik uralkodó lehetett az apja. A cím azonban több esetben előfordult pusztán tiszteletbeli címként is; Nigel Strudwick és Michel Baud szerint Kaemtjenent esetében is erről van szó, és a címet jutalmul kaphatta az építkezéseken való részvételéért és tengeri felfedezőútjaiért, amelyekről sírjában is beszámol.
Lehetséges, hogy a fia volt Iszeszi-anh, aki szintén magas rangú hivatalnok volt Dzsedkaré Iszeszi és utóda, Unisz alatt.

## Fordítás
- Ez a szócikk részben vagy egészben  a   Kaemtjenent című angol Wikipédia-szócikk ezen változatának fordításán alapul.  Az eredeti cikk szerkesztőit annak laptörténete sorolja fel. Ez a jelzés csupán a megfogalmazás eredetét és a szerzői jogokat jelzi, nem szolgál a cikkben szereplő információk forrásmegjelöléseként.